# ニトベカズラ

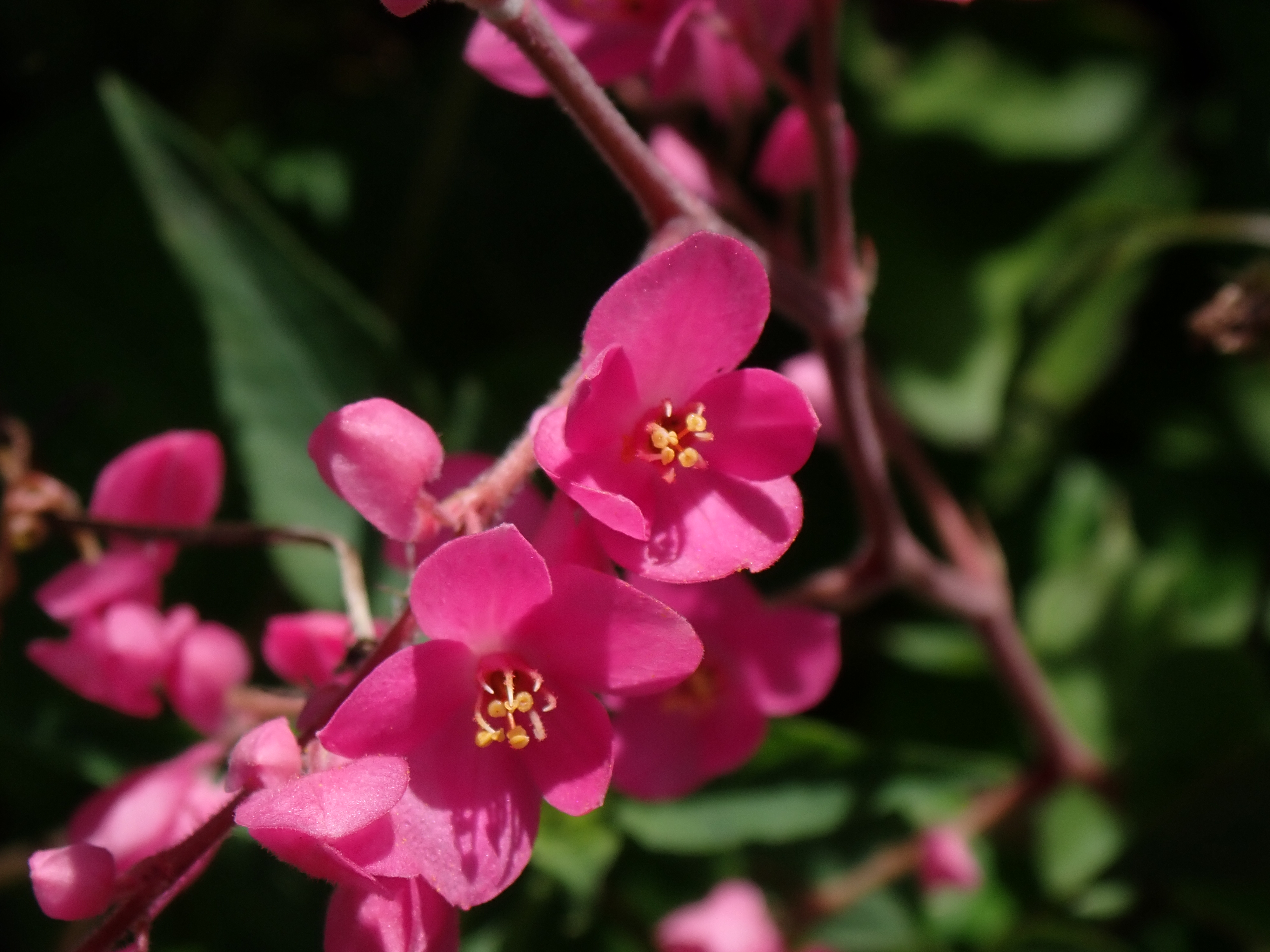
ニトベカズラの花（拡大）

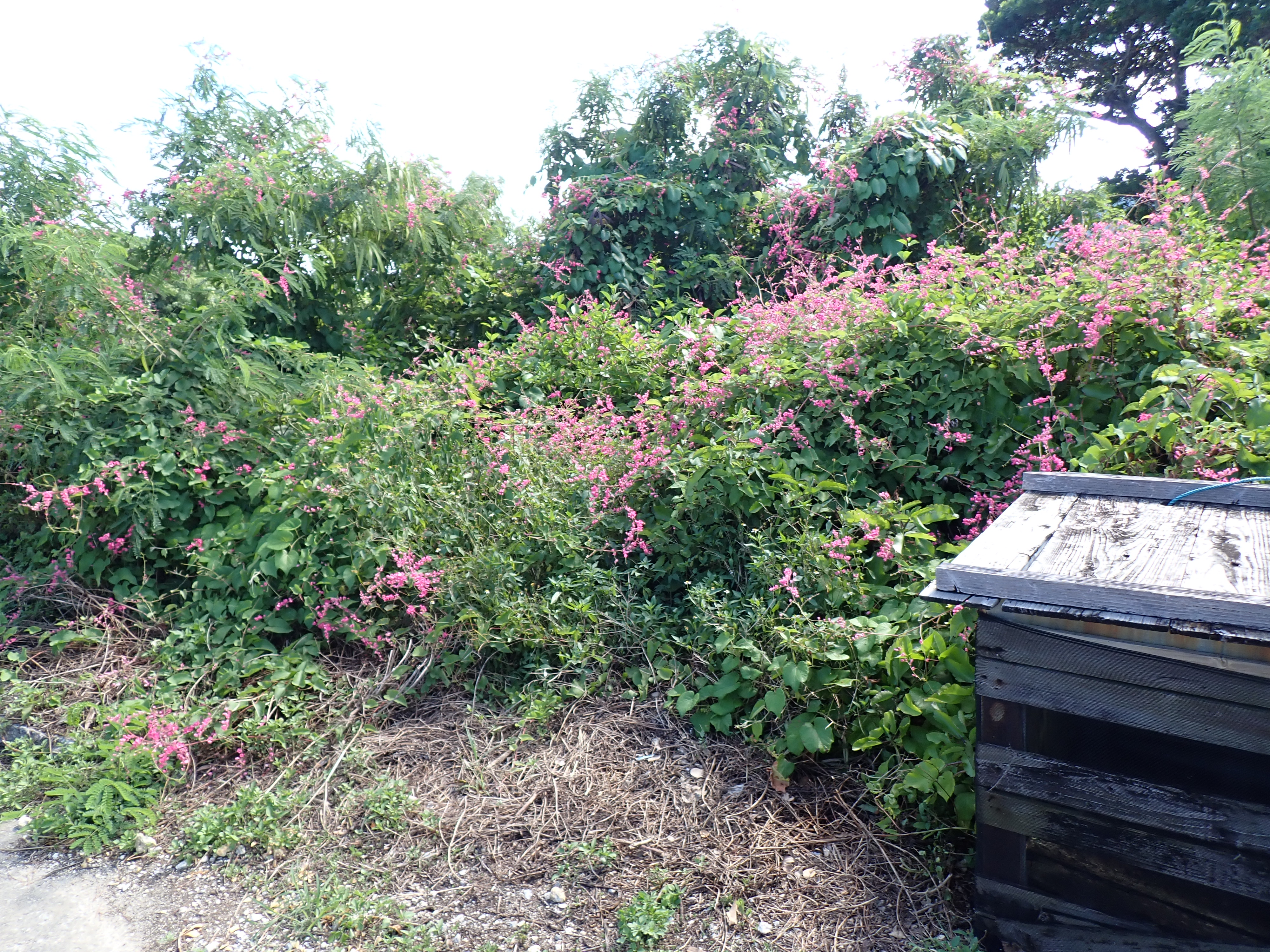
道端に繁茂するニトベカズラ

ニトベカズラ（新渡戸葛、別名：アサヒガズラ、学名：Antigonon leptopus）はタデ科ニトベカズラ属の多年生つる植物または亜低木。帰化植物。
和名は台湾総督府殖産局長を務めた新渡戸稲造を記念してつけられ、別名は淡紅色の花から朝日を連想したことによるとされる。

## 特徴
茎は方形で稜があり、淡紅紫色を帯び、他物に絡まって伸び、長さ10–15 mになる。葉は2 cmほどの紅紫色をした葉柄をもち互生する。葉は薄く長いハート型で長さ8–15 cm、葉縁は波打ち、葉脈のシワが目立つ。
茎の先端近くの葉腋から花軸を伸ばし、総状花序に1 cmほどの花を多数つけ、株全体を覆う。花弁は無く、淡紅色の花弁状の萼片が5個ある。
果実は茶色で長さ1 cm、種子は三角錐形で黒色。地下に塊根を作る。一般に常緑性だが、低温にあうと落葉する。生長が早く、台風で葉が傷められてもすぐ回復する。
白色の園芸品種がある（cv. 'Album' または 'Alba' と表記）。

## 分布と生育環境
メキシコ原産で、熱帯～亜熱帯で広く栽培される。日本へは1917年に渡来し、沖縄へは戦後ハワイからの導入後に各地で栽培され、逸出野生化したものが散見される。。

## 利用
庭園、生垣、パーゴラ、フェンス用など。実生や挿木で繁殖可能。結実が良く、実生株は発芽後2年ほどで開花株となる。
乾燥にもやや強く、土壌は選ばないが、日当たりの良い場所への植栽が望ましい。病虫害は少ない。